# Stockholms stadsmissions barnhem

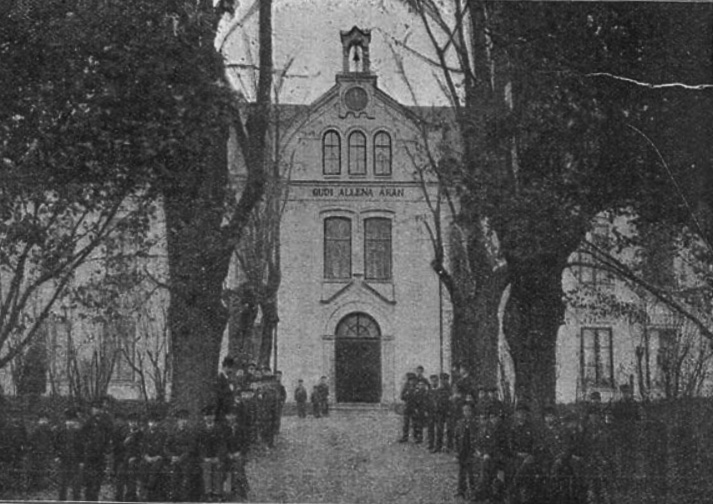
Stadsmissionens barnhem, 1890-tal

Stockholms stadsmissions barnhem, även som Barnhemmet för värnlösa gossar, var ett barnhem instiftat 1863 av Stockholms stadsmission. Från 1865 till 1920-talet var barnhemmet beläget på en egendom vid Norrtullsgatan 20 i nuvarande Vasastan i Stockholm. På 1920-talet flyttade man verksamheten till Boxtorp i Gnesta kommun där det fortsatt drevs av Stadsmissionen till 1965 då barnavårdsnämnden inköpte det tog över.

## Historik

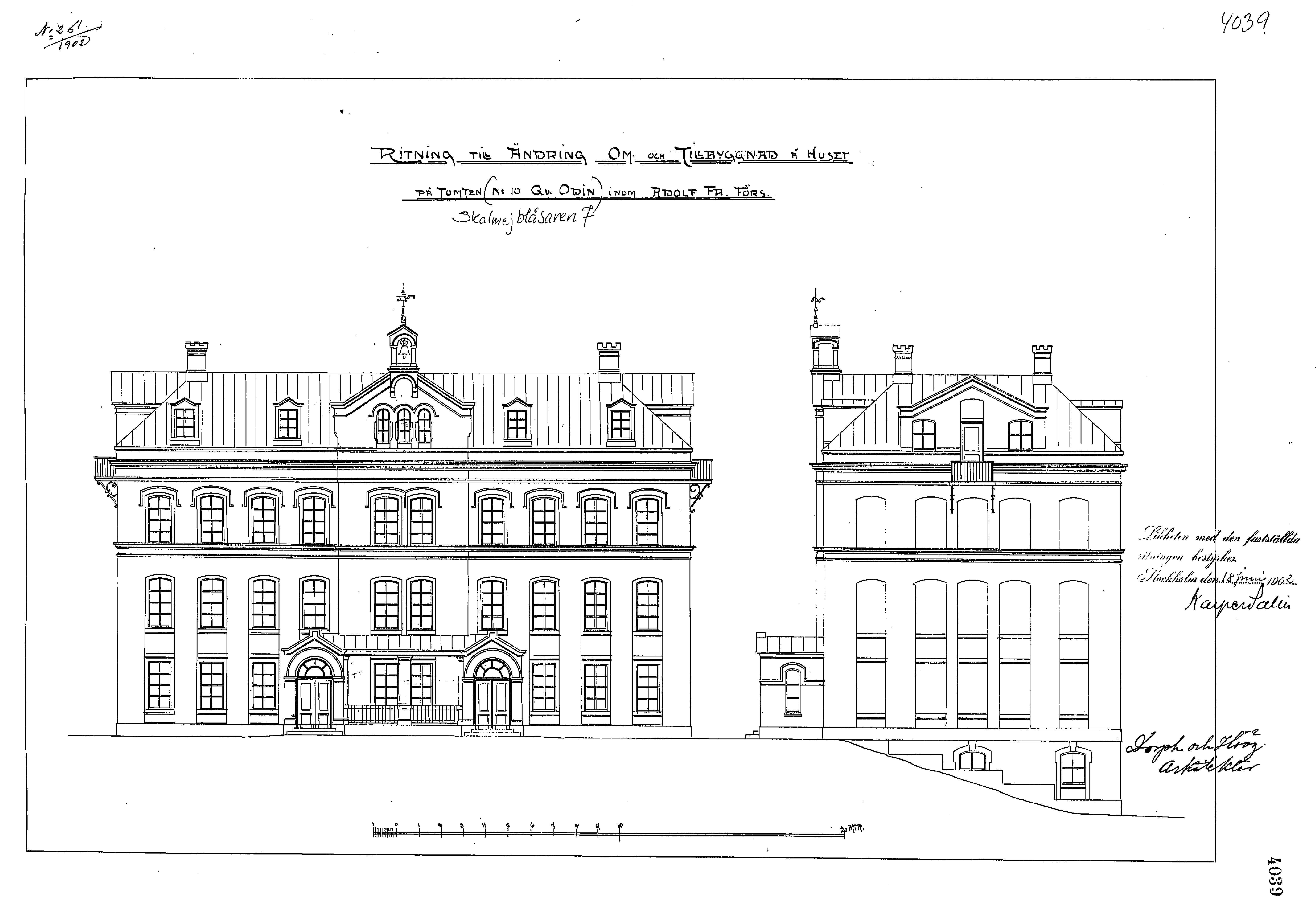
Ombyggnadsritningar, 1902

Stadsmissionens barnhem stiftades 1863. Till en början var hemmet förlagt till en hyrd lokal i en trädgård på Stora Surbrunnsgatan, men 1865 köpte man en egendom i det dåvarande kvarteret Stora Skalmejblåsaren vid Norrtullsgatan 20 för 35.000 kronor. Tillhörande tomten fanns ett litet stenhus i vilket barnhemmet flyttade in.
Lokalerna fanns dock snart för små och 1866 därpå påbörjades därför byggnationen av ett större och mer ändamålsenligt hus med sov- och matsalar för alla barn, medan det äldre huset gjordes om till skolhus och arbetssalar. Från porten vid Norrtullsgatan ledde en lång, bred gång mellan lummiga träd fram byggnaden över vars port Gudi allena äran stod skrivet i gyllene bokstäver. I Stadsbyggnadskontorets arkiv finns även ritningar för en tillbyggnad med nytt verkstadshus från 1882 signerade arkitekten Gustaf Sjöberg.
Till en början mottogs både pojkar och flickor, men 1873 lades flickbarnhemmet ned då andra flickinrättningar i staden kunde tillgodose omsorgsbehovet. Barnen, som kom från utblottade familjer i staden, intogs vid en ålder av mellan 6 och 8 år och stannade vanligen tills de blivit konfirmerade. Skolundervisningen varvades med yrkesutbildning i diverse hantverk. I början av 1900-talet uppgick antalet barn till ett 60-tal.
I slutet av 1800-talet reglerades de lantliga omgivningarna för Vasastans fortsatta expansion. Över egendomen planerades Haga- och Idungatorna varvid kvarteren Skalmejblåsaren och Odin fick sin nuvarande form. Stadsmissionen stod själva som byggherre för ett flertal hyreshus som restes på egendomen under 1900-talets första år. Arkitekterna Dorph & Höög utformade 1902 ritningar för en om och påbyggnad av barnhemmet, som i och med regleringen fått den nya adressen Idungatan 1-3, vid korsningen med Hagagatan. 1908 inköptes Stenfasta gård som sommarvistelseort och för att ge tillfälle till utbildning i trädgårdsskötsel och lantbruk.
1919 förvärvade Stadsmissionen herrgården Boxtorp på en udde i sjön Båven cirka 3 km utanför Stjärnhovs samhälle i dagens Gnesta kommun. På 1920-talet flyttades barnhemsverksamheten dit. Hemmet drevs av Stadsmissionen till 1965 då barnavårdsnämnden inköpte det och övertog driften.
Barnhemsbyggnaden i kvarteret Skaljeblåsaren övertogs på 1920-talet av den intilliggande Matteus folkskola och användes som undervisningslokaler. Det revs 1942 och på platsen restes ett nytt modernt bostadshus ritat av Ture Wennberg.